# Egy nemzet születése (film, 1915)
Az Egy nemzet születése, alcím: Amerika hőskora (eredeti cím: The Birth of a Nation) 1915-ben bemutatott fekete-fehér amerikai némafilm D. W. Griffith rendezésében. Ez volt az első történelmi filmeposz. Griffith a drámai közelképek, a követő felvételek és más kameramozgások használatával új mozgóképes formanyelvet hozott létre. Párhuzamos cselekvésekkel operált a filmben, kereszt- és egyéb vágási technikákat alkalmazott, valamint ő volt az első, aki zenét használt a filmjéhez.
A petersburgi csatán kívül feldolgozták Lincoln meggyilkolását, a néger parlament üléseit. A petersburgi csata rendezése a tömegjelenetek iskolapéldája.

## Történet

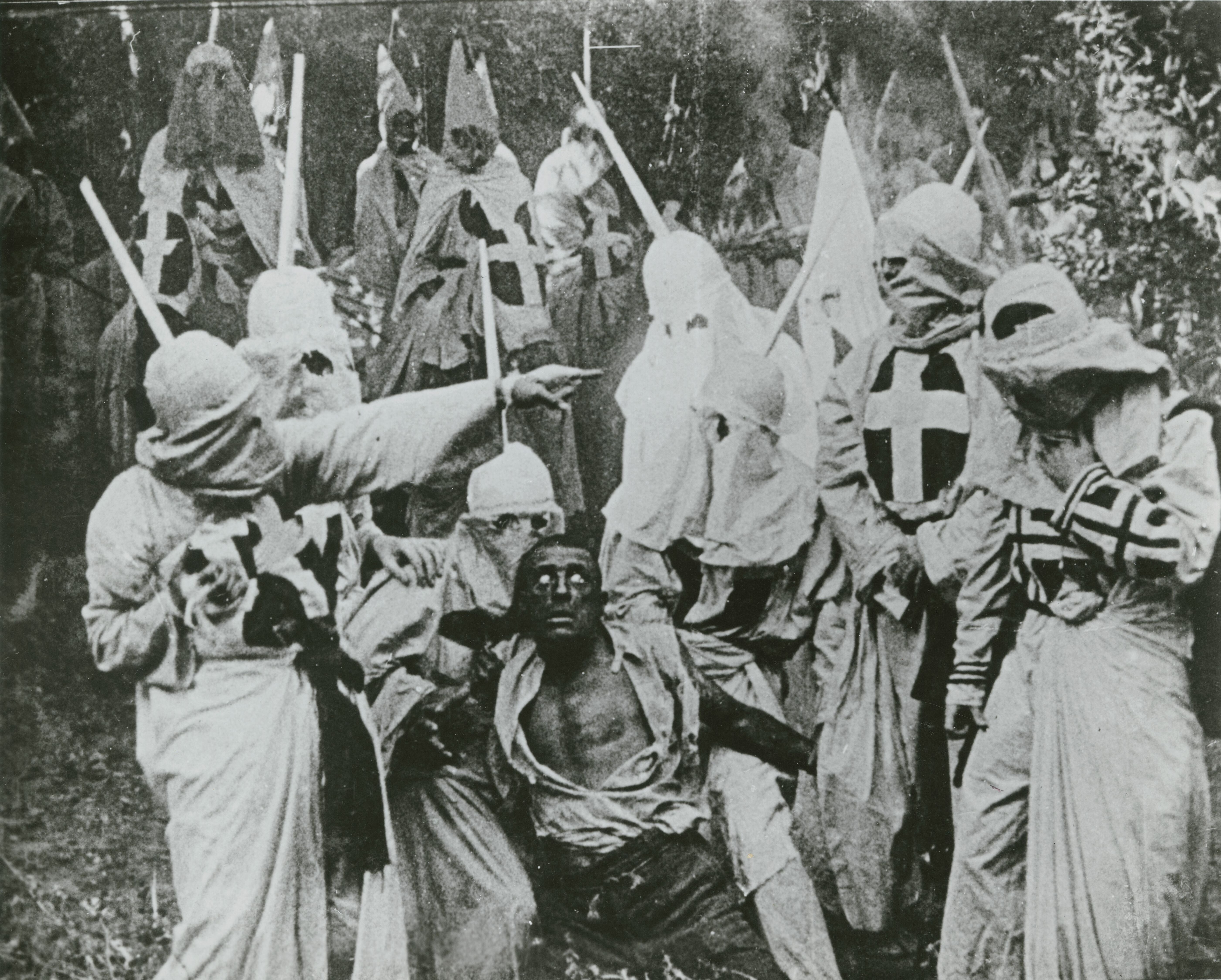
Jelenet a filmből

A film az amerikai polgárháború előtt kezdődik. Az Amerika hőskora három szinten mutatja be az akkori amerikai társadalom, a polgárháború és két család történetét. Bemutatja a rabszolgaság kialakulását, mielőtt az forradalomba lépne. Történelmi jeleneteket vegyít a filmbe: Lincoln aláírja a proklamációt, Lee megadja magát Grantnak, Lincoln merénylet áldozata lesz stb. A polgárháborút a film elején csataképekben mutatja be, majd nagy hangsúllyal a négerek és félvérek uralmát a déli államokban, s végül a Ku-Klux-Klan létrejöttét és akcióit. Ebbe az eseménysorba szövődik bele a két család története. Az északi Stoneman családból főleg Elsie kerül előtérbe, aki iránt a déli Cameron család fia, Ben érdeklődik, míg a húga, Margaret Phil Stonemanre emlékezik. A két család fiai szembekerülnek egymással a csatában. A sebesült Bent Washingtonba viszik, ahol Elsie ápolja a kórházban. Mire visszatér családjához délre, már az elszegényedést tapasztalja. Stoneman a félvér Lynchet küldi délre Cameronék városába, hogy vegyen részt a választásokban, majd maga is oda költözik. Közben Ben megszervezi a Klánt, amely megkezdi ténykedését a feketék ellen, s bár Elsie rájön erre, mélyen hallgat róla. A választási manipulációk következtében az északiak (a feketék) nyernek. Phil Stoneman, akinek közeledését Margaret most visszautasítja, hátat fordít apja politikájának, azért, amiért a Ben testvérére, Florára támadó néger katonát, Gust a Klán kivégezte. Lynch bosszút akar állni Cameronékon, akiknek sikerül elrejtőzniük. Elsie Lynchtől kérne számukra segítséget, de amikor az feleségül kéri őt, már az apja is tiltakozik. Lynch Stoneman ellen fordul, emberei pedig Cameronék házát támadják. Mindkét helyszínre a Klán visz segítséget. És a két család összebékülése jelenti Amerika – az amerikai nemzet – igazi születését.
A rasszista sztereotípiákat vegyítő történet Griffith a két család és szolgálóik életén keresztül láttatja. Nézőpontja szerint a rabszolgaság és felszabadítóik felelősek az ország széthullásáért és a polgárháború kitöréséért.
A film második része az újjáépítést dolgozza fel és hősként állítja be a frissen alakult Ku-Klux-Klan tagjait. Vadító elgondolás Griffith részéről egy szerelmi történet szálait szőni a faji háború eseményei közé.

## Szereplők
- Lillian Gish – Elsie Stoneman
- Mae Marsh – Flora Cameron
- Henry B. Walthall – Col. Ben Cameron
- Miriam Cooper – Margaret Cameron
- Mary Alden – Lydia Brown
- Ralph Lewis – Austin Stoneman
- Donald Crisp – Ulysses S. Grant tábornok
- George Siegmann – Silas Lynch
- Walter Long – Gus
- Robert Harron – Tod Stoneman
- Wallace Reid – Jeff (blacksmith)
- Joseph Henabery – Abraham Lincoln/13 other bits
- Elmer Clifton – Phil Stoneman
- Josephine Crowell – Mrs. Cameron
- Spottiswoode Aitken – Dr. Cameron
- George Beranger – Wade Cameron

## A film képei

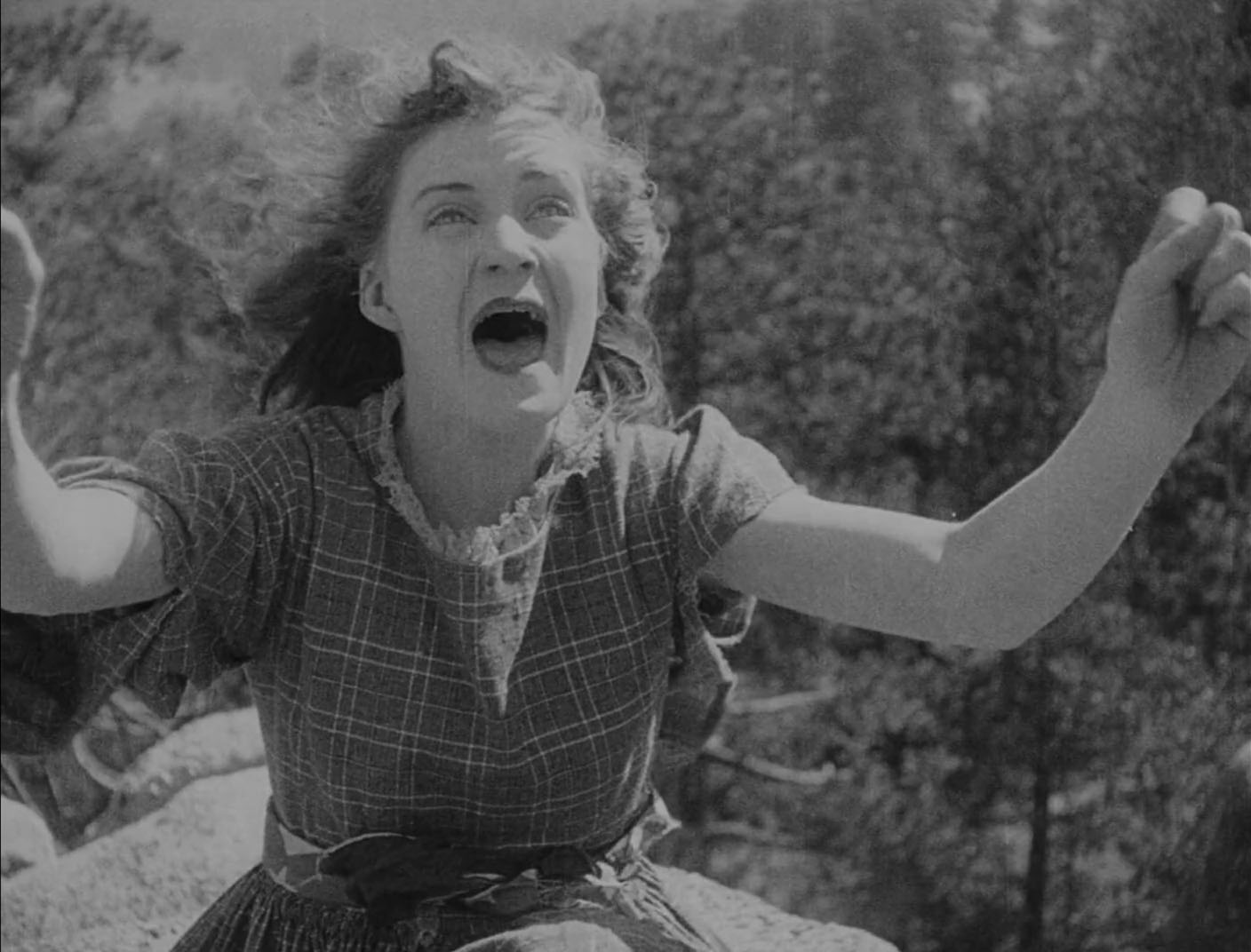
Flora menekülése

Griffith filmjében a négerek isznak és levetik cipőjüket a helyi képviseletben, lökdösődnek az utcán s még ők szitkozódnak. Fontos a galambok szerepeltetése Elsie és Ben találkozásánál vagy a megriadt mókus beiktatása Flora üldözésénél. A hasonlatok a művészi nyelv felé mozdította el azt az ábrázolást. Itt már hangsúlyosan mutatkozott meg Griffith dramaturgiai törekvése.
A harcok közben kerek maszkfilmben mutatja be a déli oldalon az anyát, aki pirított gabonaszemekkel eteti gyermekét, mert már más élelem nincs. A maszkfilm köre kitágul, előtűnik az egész alak és a kamera svenkkel elindul róla a távolban vonuló déli csapatokra. Gus, a néger katona nem kevésbé gondosan kidolgozott jelenetben üldözi az erdő szélén haladó Florát. Erőszakoskodása nyomán a lány riadtan elrohan (itt jelenik meg többször is egy megriadó mókus), s egyre kihaltabb vidékre jut, míg végül leugrik egy kopár szikláról.
A legjelentősebb jelenet a végső üldözés, amikor Griffith kiterjesztett párhuzamos vágással, váltakozva mutatja be a támadókat és a Klán közeledését.

## Háttér
- Griffith induló költségvetése 40 000 dollár volt, amit igen jelentősen túllépett. A teljes költségvetés a végén 110 000 dollárra rúgott.
- Filmjét a New York-i Liberty színházban mutatták be kétdolláros helyárakkal, az azt követő évben tizennyolcmillió dollár bevételt hozott, igazolva ezzel a (korabeli) szuperprodukciók létjogosultságát.
- A porfelhőben hasaló operatőr életveszélyben volt, amikor Griffith kívánságára szemből fényképezte a vágtató lovak lábát.
- Abban az időben csak pár színes bőrű színész dolgozott, a legtöbb színészt feketére maszkírozták.
- Az Amerikai Filmintézet a Top 100 film közé választotta a filmet, a 44. helyezést érte el 1998-ban.
- Az első film, amit a fehér házban vetítettek, Woodrow Wilson (demokrata) elnöksége alatt. Egyesek szerint ez a film a legközvetlenebbül felelős a KKK újjáéledéséért 1915-ben.

## Reakciók a filmre
Kritikusai szerint az Egy nemzet születése propagandafilm, amely egyoldalúan mutatja be az amerikai történelmet és az északiak, déliek és a feketék abban játszott szerepét, utóbbi jelenetei miatt rasszizmussal vádolják a filmet; ezenkívül egyesek szerint azt is sugalmazza, hogy a Ku-Klux-Klan képes igazán megőrizni a nemzet egységét. Már a maga korában is óriási tiltakozást váltott ki nézőiből, ami azonban csak növelte sikerét és jegybevételét. Tüntetéseket szerveztek a film ellen, többek között a NAACP (National Association for the Advancement of Colored People) is tiltakozott a mű bemutatása miatt.